# Rocailleur

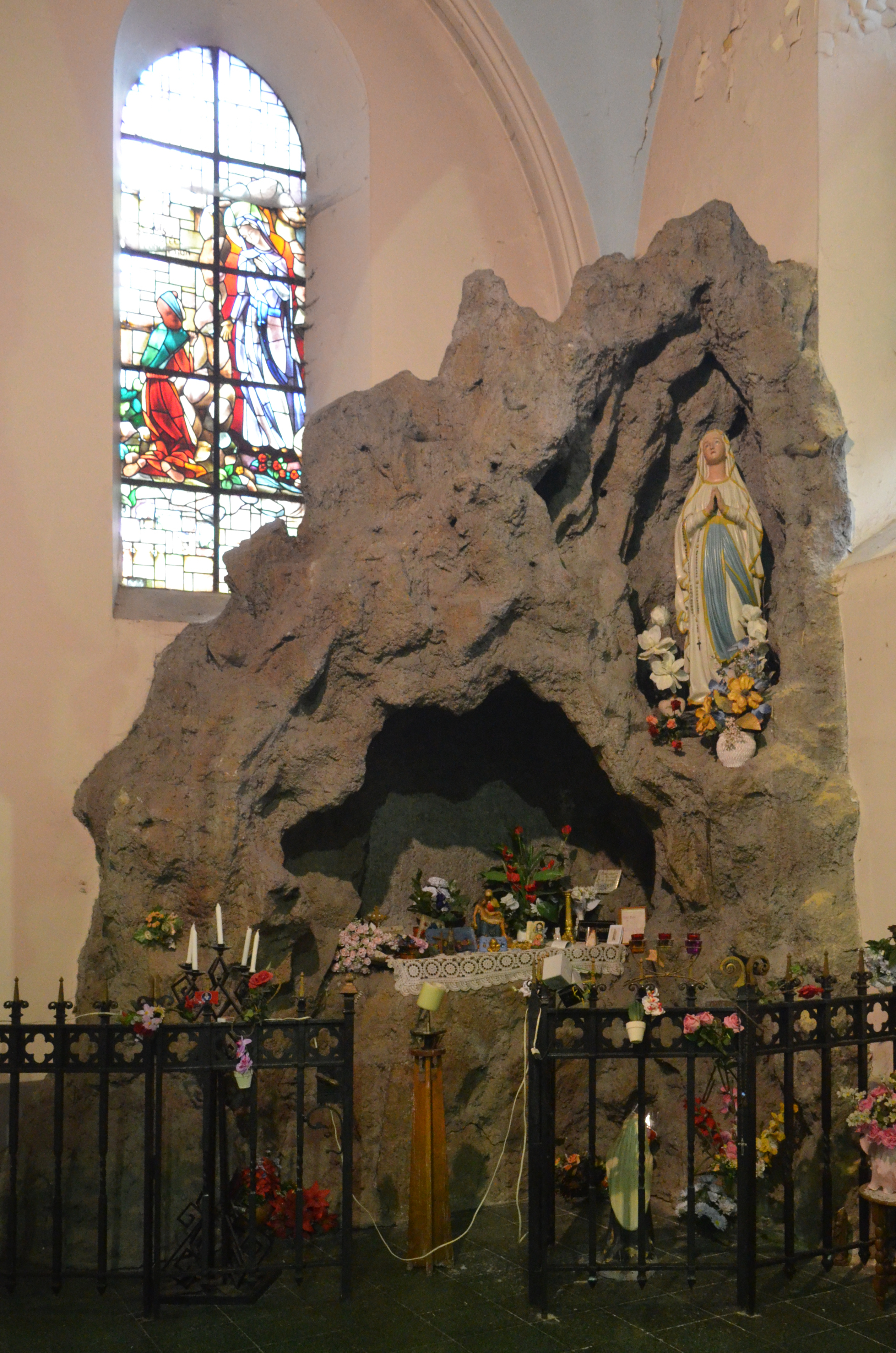
Grotte Notre-Dame de Lourdes dans l'église Saint-Joseph de Charleroi, réalisée par Desier, rocailleur à Marcinelle.

Le rocailleur est un artisan de la maçonnerie arborescente, rocaille de ciment ou « faux bois », et de rocaillage.
Son travail est un art rustique de tradition plus que centenaire. Il est aussi à l'origine des décorations et ornements de jardin avec l'invention du ciment Portland vers 1850 (création artistique et artisanale de rochers, ponts, rambardes, kiosques ou mobilier).

## Histoire

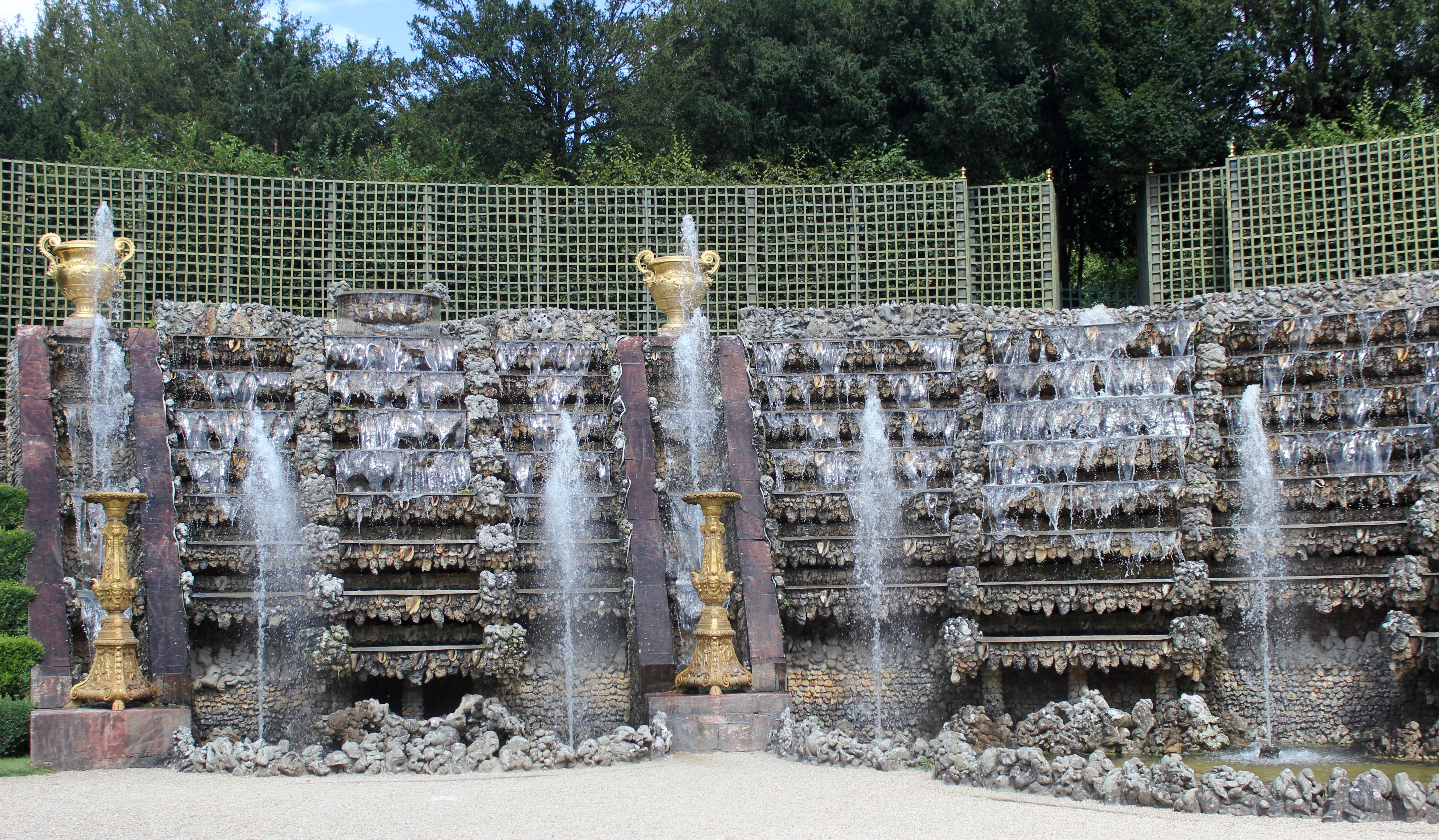
Salle du Bal, bosquet des Rocailles, parc du château de Versailles (Yvelines) : elle accueille une cascade en gradins de meulière et coquillages d'Afrique aménagée par Le Nôtre entre 1680 et 1683.

En France, la rocaille est utilisée principalement à partir du XVIe siècle. La Renaissance, grâce aux artistes italiens puis français, redécouvre les grottes artificielles, dédiées aux nymphes, de la Rome antique.
Aux XVIIe et XVIIIe siècles, les grands jardins des châteaux s'embellissent de magnifiques rocailles : fausses grottes, fontaines et bassins, faux rochers. Charles Berthier est le plus célèbre rocailleur de Louis XIV mais il y eut aussi Edmond Théroude, Philippe Quesnel et Jean Delaunay.
La rocaille de ciment a été employée pour l'une des premières fois en 1866 aux jardins des Buttes-Chaumont. On peut aussi en voir à Paris au Champ-de-Mars, dans le bois de Vincennes ou le parc Monceau.

## Formation au métier de rocailleur

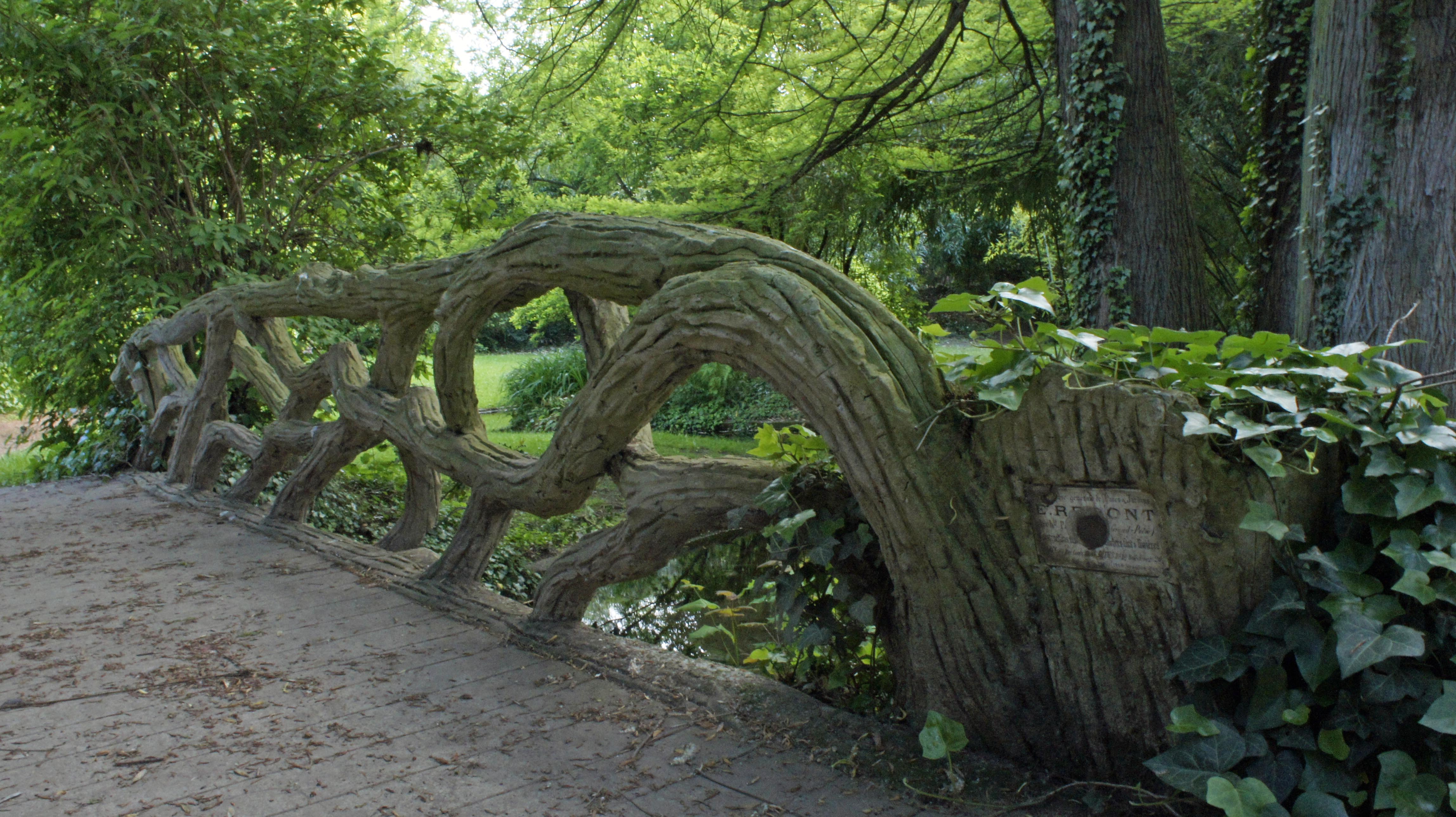
Rambarde en faux bois du jardin d'horticulture P. Schneiter.

Les rocailleurs, de nos jours, existent toujours. En France, il est possible de s'initier aux techniques de la rocaille par une formation dispensée par le Lycée des métiers du bâtiment de Felletin, le GRETA de la Creuse et la Chambre des métiers et de l'artisanat de la Creuse.